# 明阿特部
明阿特是清代科布多所屬的一部落，為烏梁海人。原屬喀爾喀札薩克圖汗部中左翼左旗。乾隆三十年（1765年）編為一旗，即明阿特旗，改隸科布多，成為內屬部落。遊牧於科布多城以北、科布多額魯特部以西的阿拉克泊一带（今蒙古国科布多省明阿特蘇木）。乾隆五十七年（1792年）置總管一員及參領、佐領。不設札薩克。1912年被外蒙古軍隊佔領，1921年以後由蒙古人民黨政府統治。诺蓋人中的曼吉特（曾建立布哈拉酋长国）可能与他们有关。